# Cucullia atkinsoni
Cucullia atkinsoni là một loài bướm đêm trong họ Noctuidae.